# Manneporte

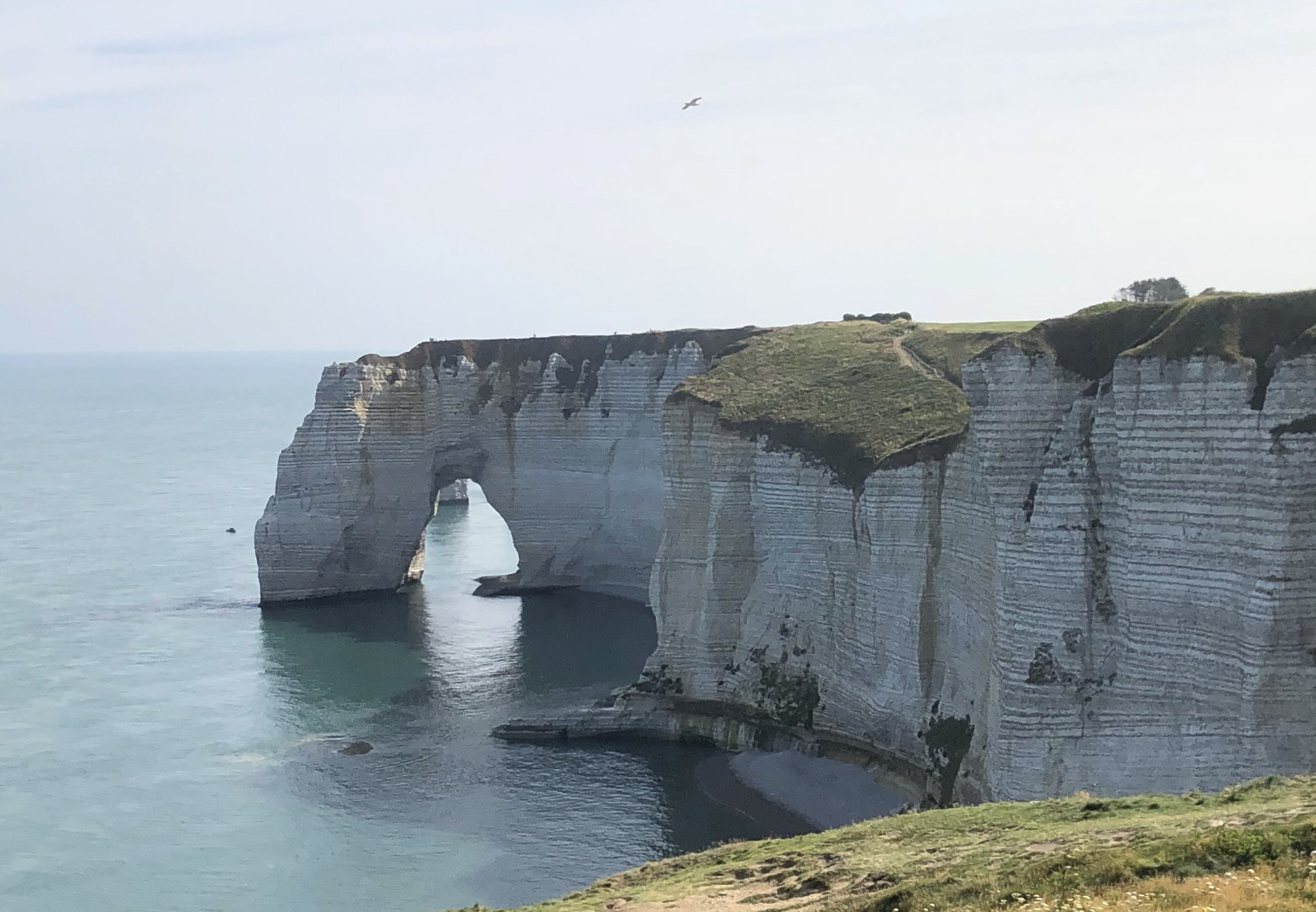
Manneporte Südwestseite, 2019

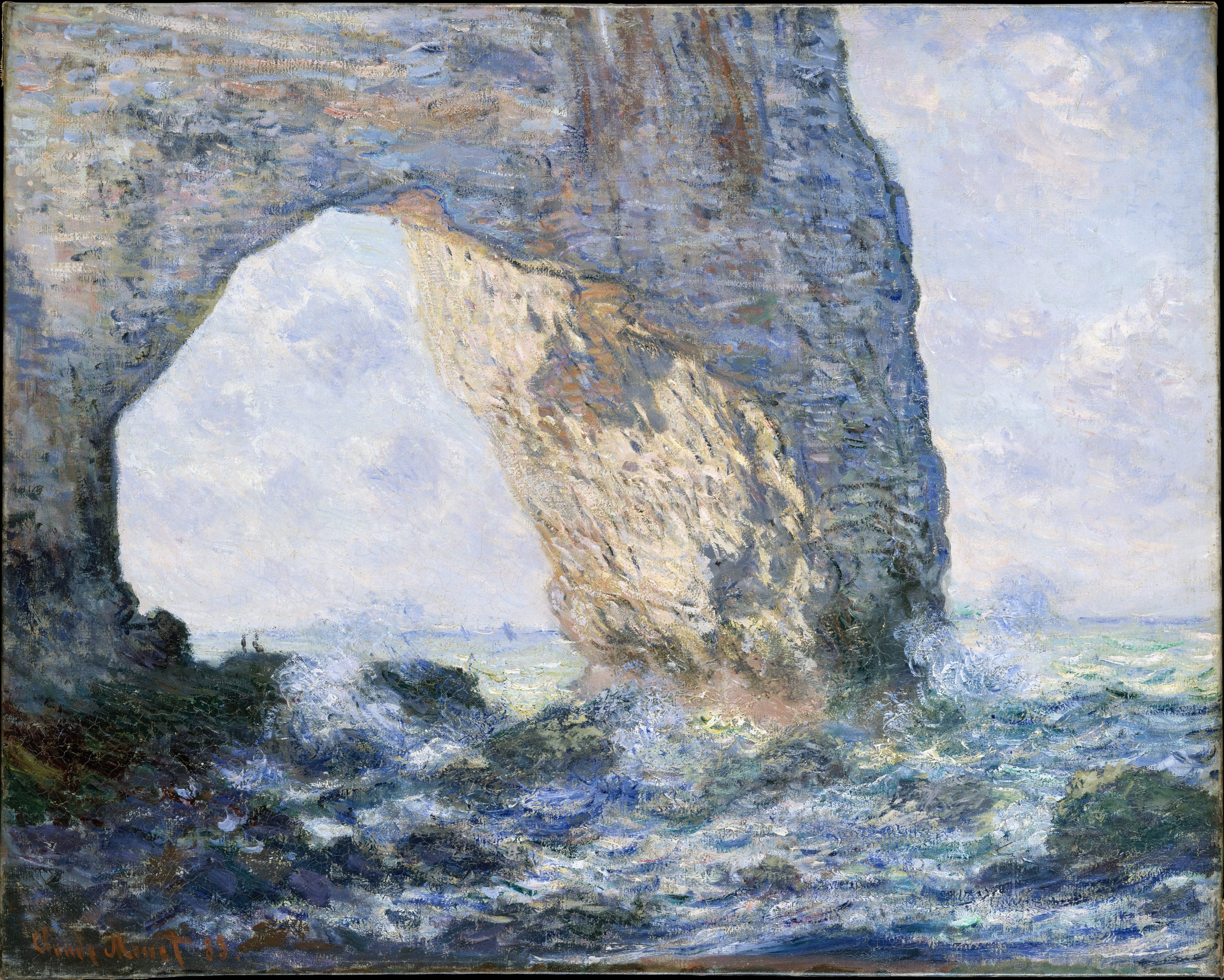
Nordostseite auf einem Bild von Monet, 1883

Manneporte ist eine markante Felsformation an der Alabasterküste in der Normandie in Frankreich.
Sie besteht aus einem weißen Kreidefelsen, der von braun-schwarzen Lagen aus Feuersteinen durchzogen wird. Geprägt wird das Erscheinungsbild des sich etwa 100 Meter in nordwestlicher Richtung in den Ärmelkanal erstreckenden Felsens, durch einen großen, nahe der Spitze befindlichen bogenartigen Durchbruch. Es handelt sich um den größten Felsbogen an der Alabasterküste. Manneporte gehört zum Gebiet der Gemeinde Étretat. Südwestlich liegt der Pointe de la Courtine, nordöstlich die Valleuse de Jambourg und die Felsnadel Aiguille d’Etretat.
Der französische Schriftsteller Guy de Maupassant (1850–1893) beschrieb die Manneporte als gotisches Portal, unter dem ein Schiff mit voll gesetzten Segeln durchfahren könnte. Wie auch andere Teile der Küste war die Manneporte wiederholt ein Motiv für Maler. So fertigte Claude Monet mehrere Bilder, die die Manneporte zeigen.

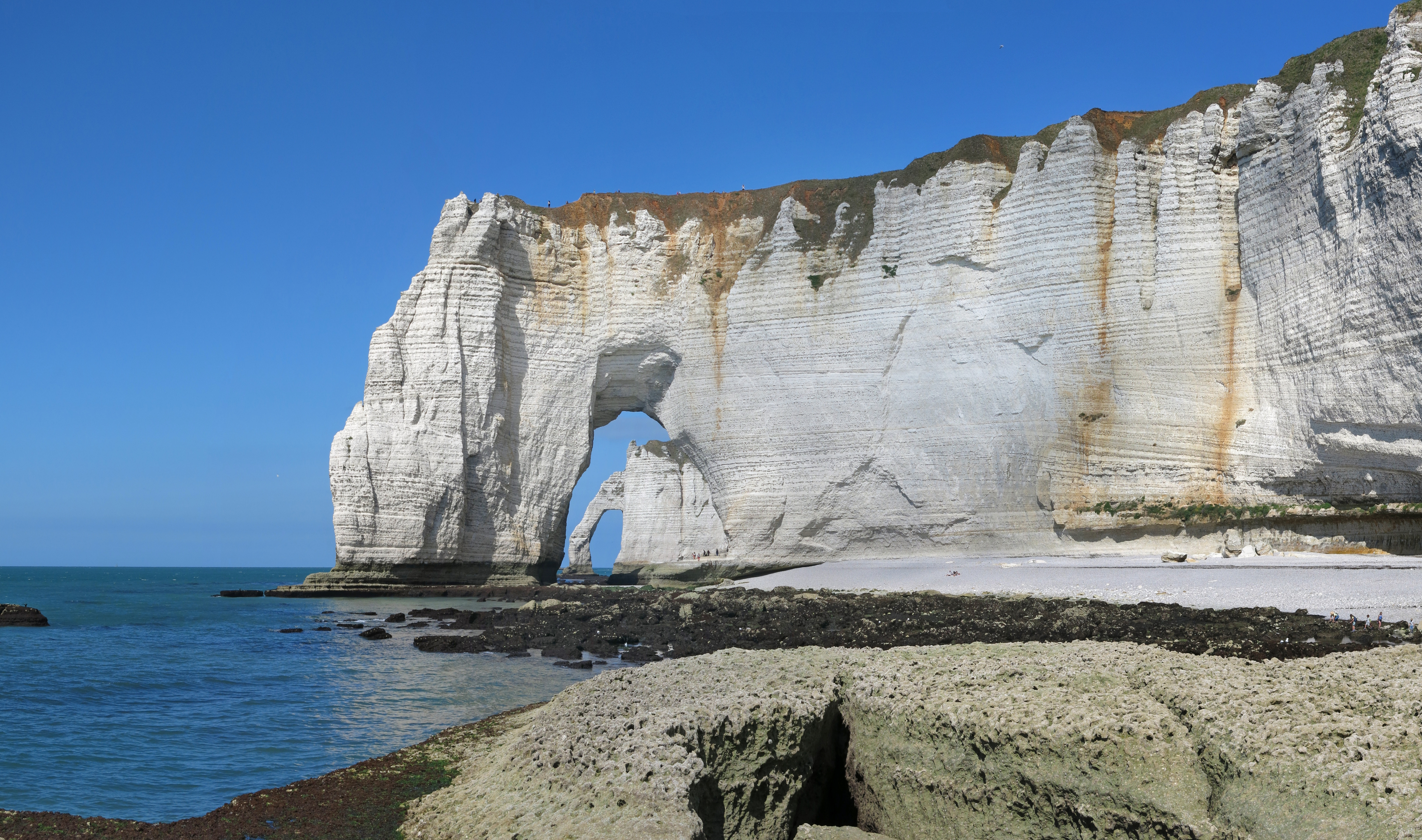
Ansicht von Südwesten und vom Strand, im Hintergrund die Porte d'Aval
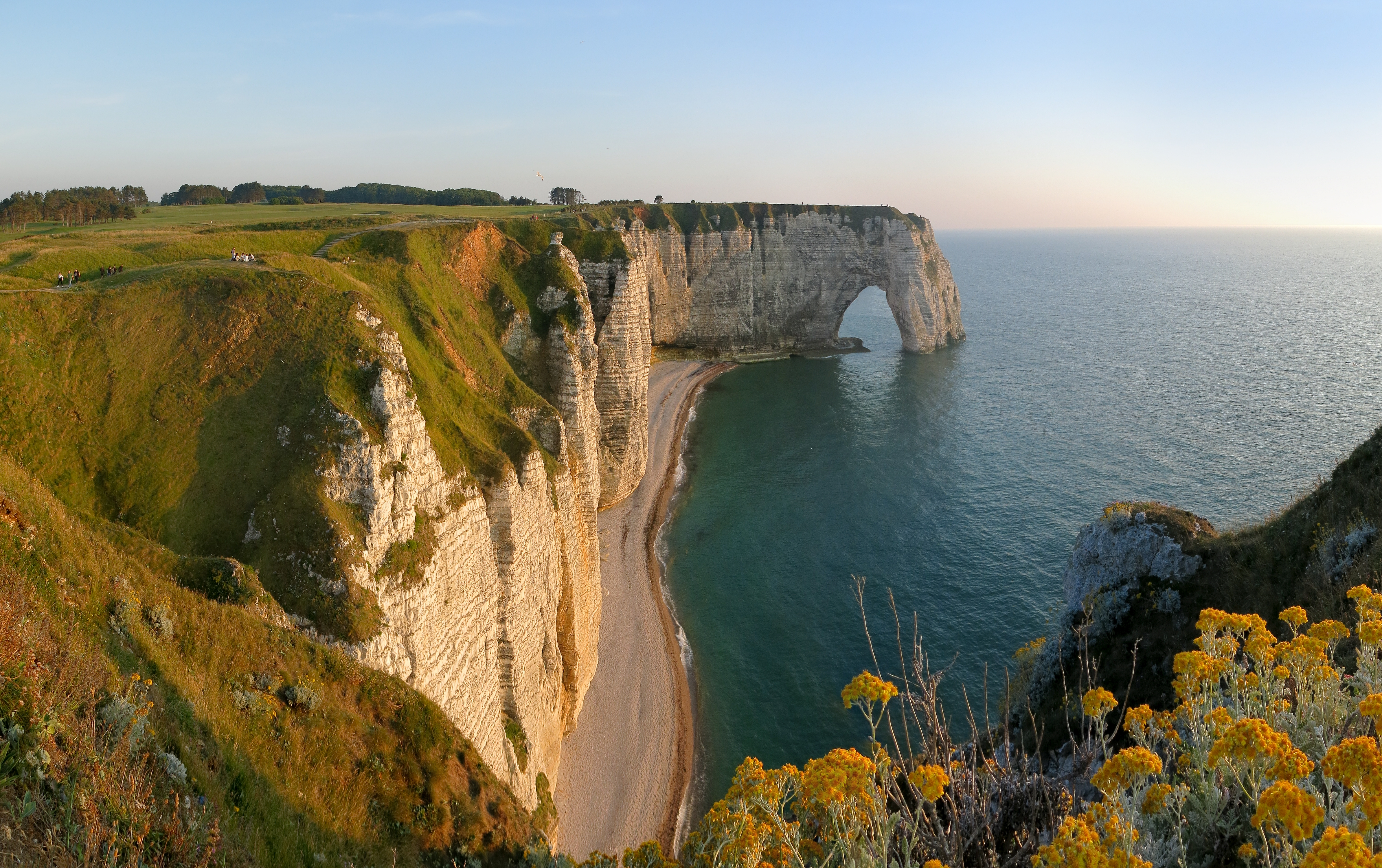
Ansicht von Nordosten von der Porte d'Aval